# Xylotrechus subcarinatus
Xylotrechus subcarinatus är en skalbaggsart som beskrevs av Gardner 1939. Xylotrechus subcarinatus ingår i släktet Xylotrechus och familjen långhorningar. Inga underarter finns listade i Catalogue of Life.